# 滨野裕二
滨野裕二（日语：／ Hamano Yūji，1980年9月6日—），日本男子射箭运动员。他曾代表日本参加2002年亚洲运动会射箭比赛，获得一枚银牌。他也曾参加2000年和2004年夏季奥林匹克运动会。